# Sollicitude
Le mot sollicitude a plusieurs significations :
- Soin affectueux que l’on a pour quelqu’un, ensemble des égards, des soins attentifs dont on l’entoure (voir sollicitude dans le Wiktionnaire).

- La sollicitude est la disposition manifestée par les intervenants impliqués dans les processus de soin (voir les pratiques et l'éthique de la sollicitude).

- La sollicitude est une forme littéraire, généralement composée de trois vers, qui expose un fait concernant une personne (inconnue), le dernier vers exprimant la sollicitude de l'auteur envers elle par la question « Qu'a X ? ». Le nom se révèle alors avoir été choisi pour compléter le son [ka] en un calembour. Par exemple :

Sans trêve ni repos, Napé marche et chemine,

Jamais ne prend ses aises, et toujours trottine.

Qu'a Napé ?
La forme, fixée par l'Oulipo, a sans doute été inventée par Franc-Nohain en 1894 dans son poème « Sollicitudes » qui commence :
Appétit vigoureux, tempérament de fer,

Member languit, Member se meurt – ami si cher,

Qu’a Member ?

## Variations
- L'Oulipo distingue une sollicitude « classique » et une « moderne ». Cette dernière, élaborée par Jacques Roubaud et Olivier Salon, est de forme plus libre[1], mais demande que les premiers vers fassent référence au mot qui apparaîtra dans le dernier.
- La chanson L'Ami Caouette de Serge Gainsbourg est une succession de sollicitudes en deux vers.